# Malolos
Malolos City (Tagalog Lungsod ng Malolos) ist eine philippinische Gemeinde (Component City) und Hauptstadt der Provinz Bulacan, in der Verwaltungsregion III, Central Luzon. Nach dem Zensus von 2015 hatte Malolos City 252.074 Einwohner, die in 51 Barangays lebten. Sie wird als Gemeinde der dritten Einkommensklasse auf den Philippinen und als urbanisiert eingestuft.
Malolos City Nachbargemeinden sind Guiguinto und Bulacan im Osten, Plaridel im Norden, Calumpit im Nordwesten, Paombong im Westen und im Süden liegt die Manilabucht. Die Topographie der Stadt ist gekennzeichnet durch das Flachland der zentralen Luzon-Tiefebene.
In Malolos City wurde 1899 in der Immaculate Conception Cathedral-Basilica die Erste Philippinische Republik konstituiert, dessen erster Präsident Emilio Aguinaldo war. Nahezu alle bedeutenden Revolutionäre besuchten zu dieser Zeit Malolos City. Die bedeutendste Bildungseinrichtung ist die Bulacan State University.

## Baranggays
- Anilao
- Atlag
- Babatnin
- Bagna
- Bagong Bayan
- Balayong
- Balite
- Bangkal
- Barihan
- Bulihan
- Bungahan
- Dakila
- Guinhawa
- Caingin
- Calero
- Caliligawan
- Canalate
- Caniogan
- Catmon
- Cofradia
- Ligas
- Liyang
- Longos
- Look 1st
- Look 2nd
- Lugam
- Mabolo
- Mambog
- Masile
- Matimbo
- Mojon
- Namayan
- Niugan
- Pamarawan
- Panasahan
- Pinagbakahan
- San Agustin
- San Gabriel
- San Juan
- San Pablo
- San Vicente
- Santiago
- Santisima Trinidad
- Santo Cristo
- Santo Niño
- Santo Rosario
- Santor
- Sumapang Bata
- Sumapang Matanda
- Taal
- Tikay

## Galerie

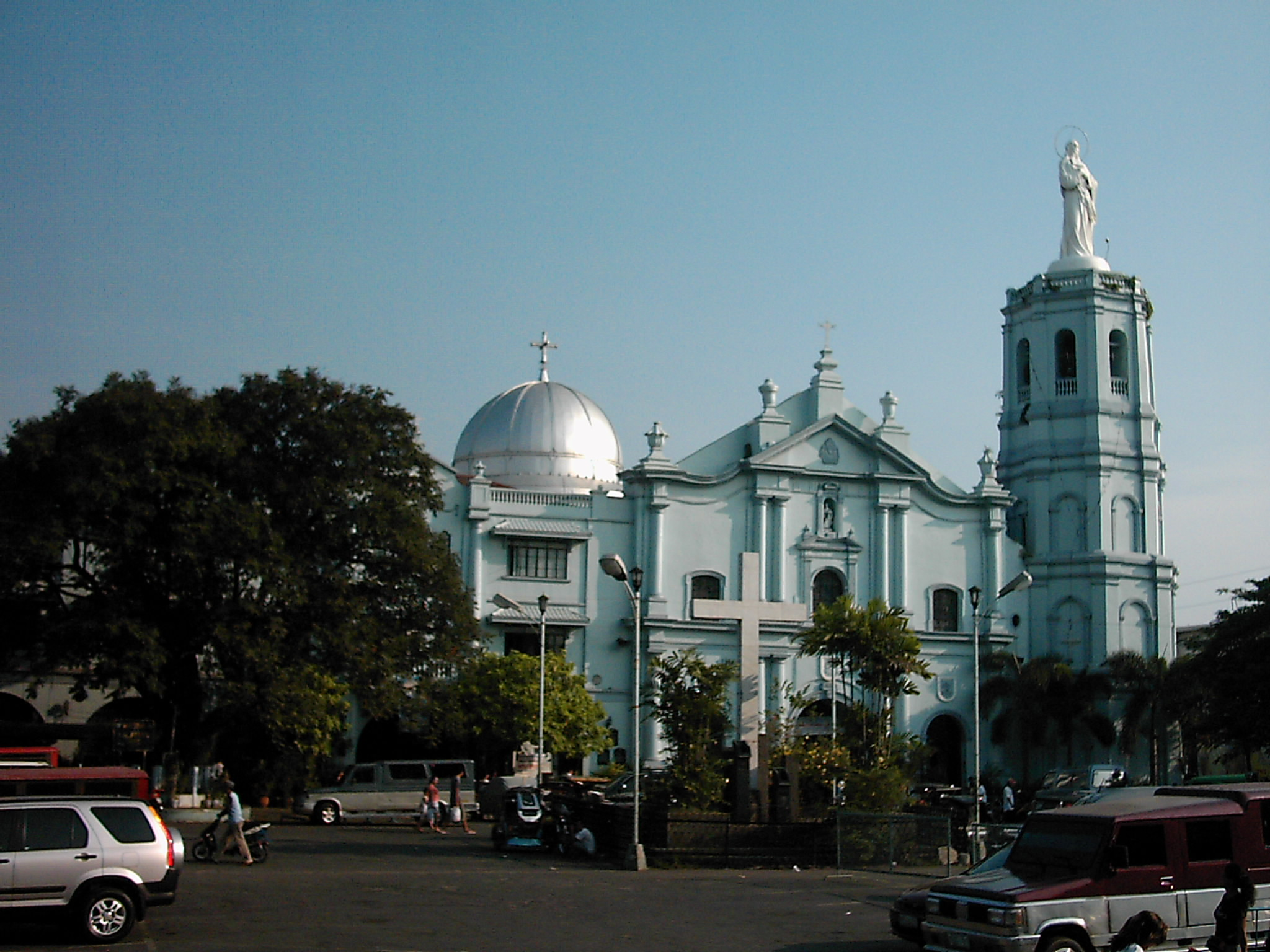
Basilica Minore dela Immaculada Concepcion
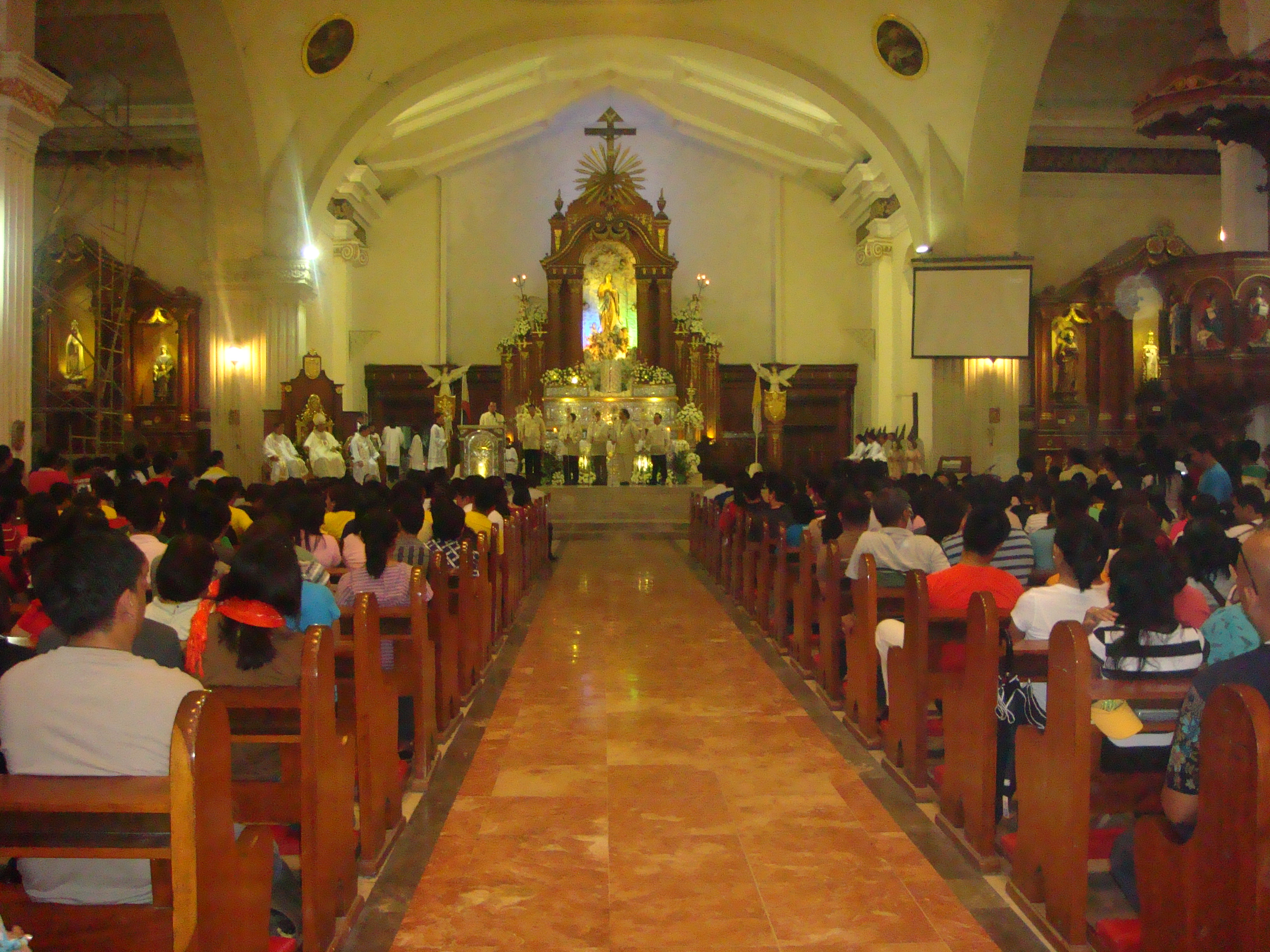
Altar der Basilica Minore dela Immaculada Concepcion
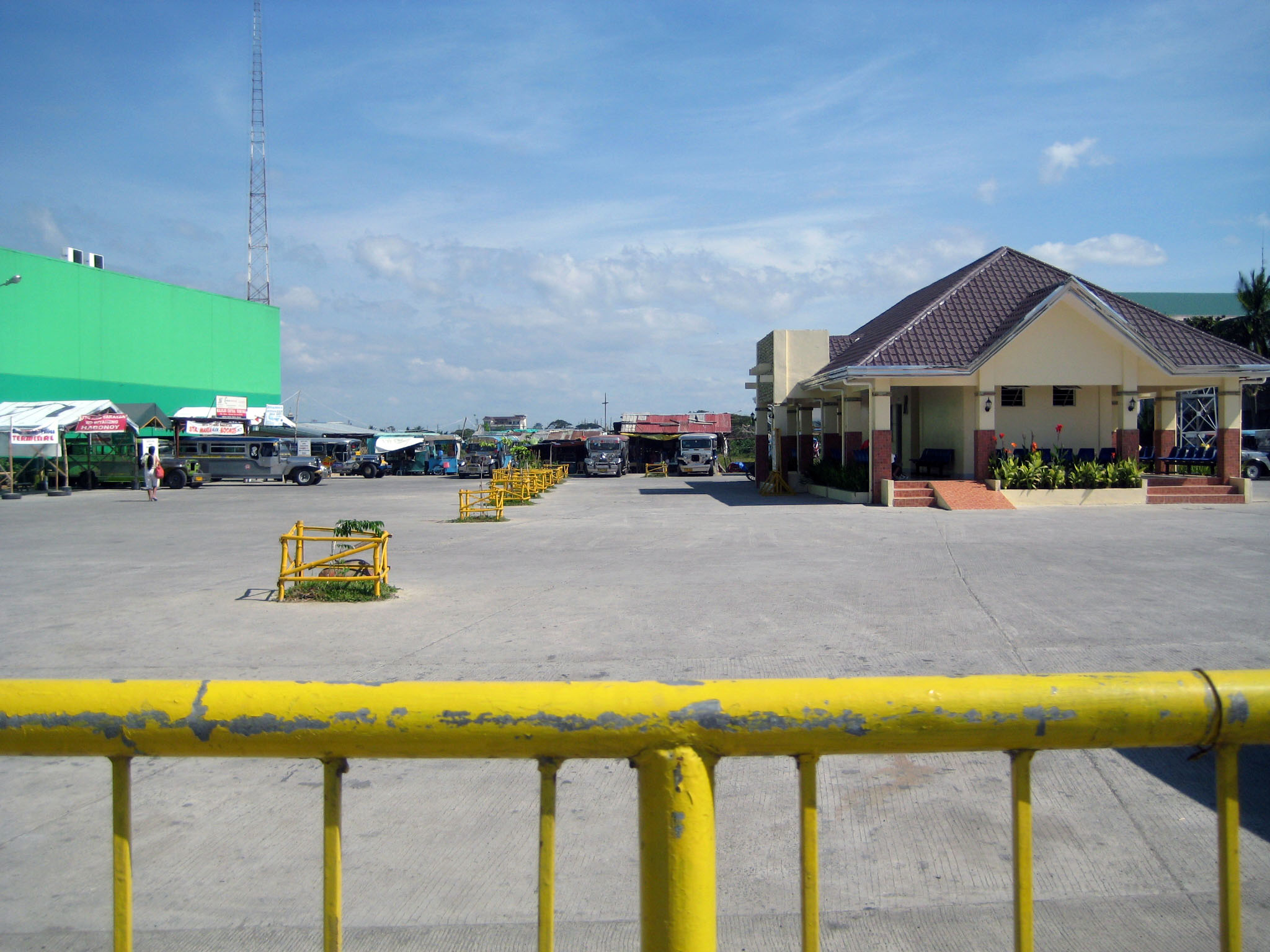
Busbahnhof in Malolos City
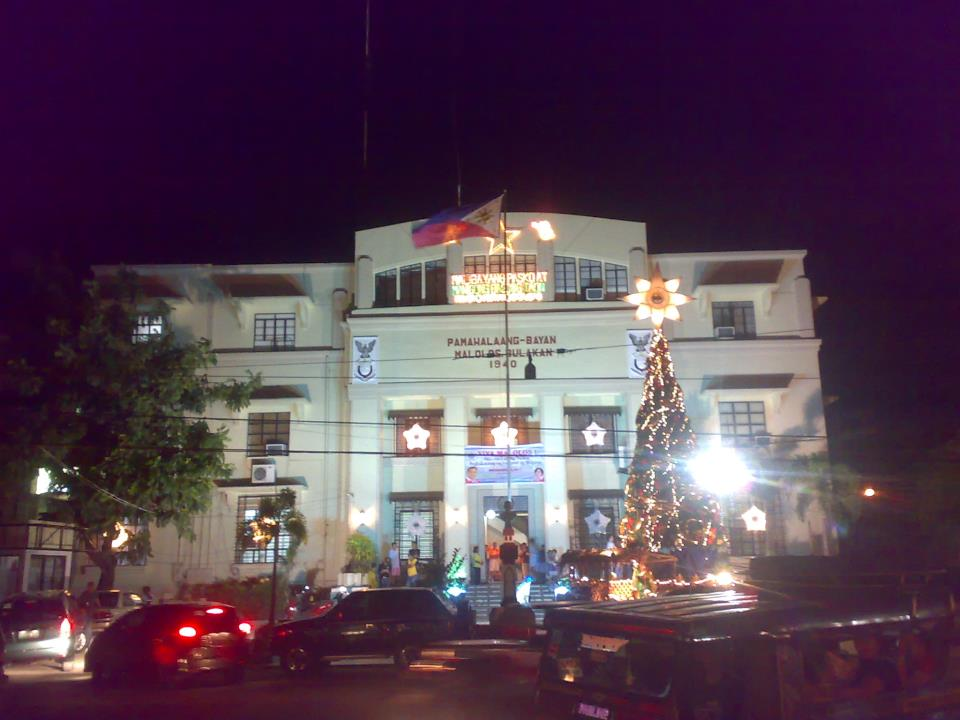
Rathaus von Malolos City